# Força Aérea dos Estados Unidos no Extremo Oriente

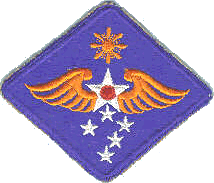
Emblema da Força Aérea dos Estados Unidos no Extremo Oriente (FEAF) - (1944-1957).

Força Aérea dos Estados Unidos no Extremo Oriente  em inglês Far East Air Force (FEAF)   era o braço da aviação militar do Exército dos Estados Unidos nas Filipinas, pouco antes do início da II Guerra Mundial. Formado em 16 de novembro de 1941, a FEAF foi o antecessor da Quinta Força Aérea (Fifth Air Force),  Força Aérea do Exército dos EUA e da  Força Aérea dos EUA.
Inicialmente a FEAF também incluía aeronaves e pessoas da Força Aérea do Exército filipino. Foi destruída em grande parte durante a Batalha das Filipinas (1941-1942). Quando os restos das força de bombardeios, foram retirados de Mindanau no final de dezembro de 1941, e enviadas  para bases na Austrália, sede da FEAF.Quase todos as unidades de terra e de vôo, isso quase 7.000 homens, foram então usados para as unidades de infantaria em Bataan, onde a maioria  foi entregue em 9 de abril de 1942.  As unidades aereas sobreviveram e foram re-organizados na Austrália, em 5 de fevereiro de 1942 como a Quinta Força Aérea dos EUA.
A Força Aérea dos EUA no Extremo Oriente, também conhecido como FEAF foi organizada em 3 de agosto de 1944 como sede em Brisbane, Austrália, sob o comando do general George Kenney para supervisionar as operações do quinta, Décimo terceira e Sétima Força Aérea. Embora utilizando a mesma sigla, as duas organizações não estavam relacionados.